# Amenophis (Umrisszeichner in Memphis)
Amenophis (auch Imenemipet) war ein altägyptischer Umrisszeichner, der in der späten 18., frühen 19. Dynastie (1333–1279/78 v. Chr.) oder der Regierungszeit des Pharaos Ramses II. (1279–1213 v. Chr.) in der Region Memphis tätig war.
Amenophis ist von einer rechteckigen Grabstele bekannt, die im Fundament eines östlich von Kafr El-Gabal (Gizeh) gelegenen Tempels gefunden wurde, der Ramses II. zugeschrieben wird. Auf der Stele werden mit seinem Vater Chensu sowie seinen Brüdern Rama – der Besitzer der Stele – und Hi weitere Umrisszeichner genannt. Als Umrisszeichner war er für die Vorzeichnungen für Reliefs und Statuen zuständig.